# Factory (groupe)
Pour les articles homonymes, voir Factory.
Factory est un groupe de rock et de reggae français, originaire de Givors, en Rhône-Alpes. Ils ont entre autres interprété la comédie musicale Cache ta joie de Jean-Patrick Manchette ainsi que deux titres de la bande originale de Le Bahut va craquer.

## Biographie

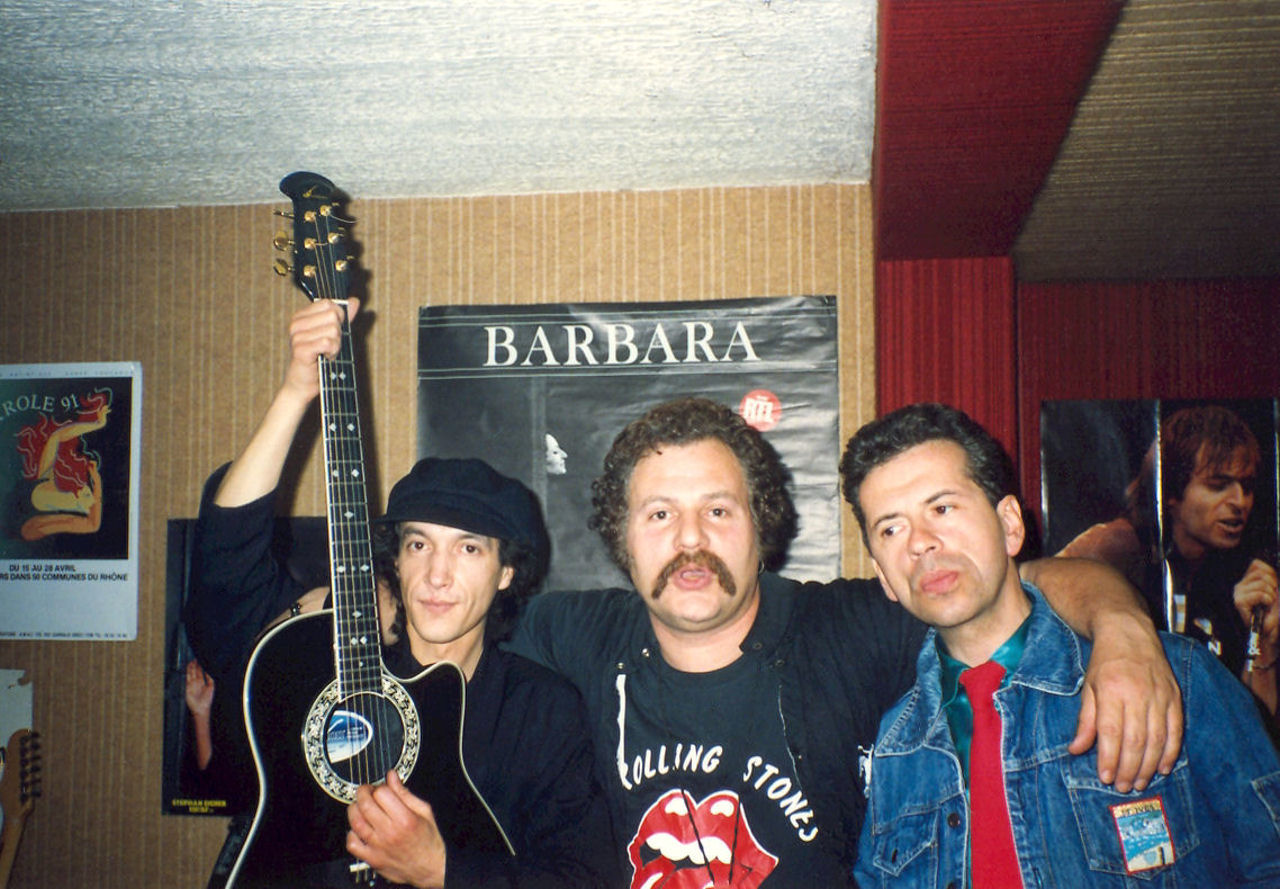
Yves Matrat (à droite) et Lahmi « Puce » Saïbi (à gauche) entourent un animateur de radio locale lyonnaise.

Le groupe est formé en octobre 1975 à Givors, en Rhône-Alpes. La formation historique du groupe se composait de Yves Matrat, Édouard Gonzalès, Chris Rothacher, Yves Rothacher, Lahmi « Puce » Saïbi et Philippe Veau.
Le groupe reprend à ses débuts des morceaux des Rolling Stones, avant d'entreprendre l'enregistrement d'un premier album dans les studios de Boulogne. Malgré les faibles ventes de l'album, Factory signe deux morceaux pour le film Le Bahut va craquer.
En 1982, leur reprise reggae du morceau À la claire fontaine est diffusé à la télévision, notamment dans l'émission Champs-Élysées, présentée par Michel Drucker sur Antenne 2. Dès lors, le groupe tient à continuer de surfer sur son succès, malgré le décès de son bassiste Philippe Veau dans un accident de voiture. Cette même année, le groupe se sépare par manque de concerts et de labels. Avant leur séparation, ils avaient enregistrés deux morceaux à la fin 1982, qui seront présents sur la compilation Bande à part, sortie en 1992,.
Le groupe se reforme en 1986 autour d’Yves Matrat et de Lahmi « Puce » Saïbi avec quatre nouveaux musiciens, mais sans sortir quoi que ce soit de nouveau. En 1988, la nouvelle équipe se sépare. De leur côté, Lahmi « Puce » Saïbi, Antoine « Baps » Alba, Alain Pierre et Philippe redonnent vie au groupe Facto dans les années 2000.
Le groupe revient le 19 juillet 2014 sur l’esplanade de la Bricotte, dans leur ville natale de Givors. Ils reviennent de nouveau sur scène en 2015.

## Discographie
- 1977 : End of Night / On the Road (SP)
- 1977 : Black stamp
- 1979 : Cache ta joie (Pathé-Marconi)
- 1980 : Sur le côté (Pathé-Marconi)
- 1981 : Le Bahut va craquer (bande originale ; PPathé Marconi)
- 1982 : Roulez jeunesse (Pathé Marconi)
- 1982 : À la claire fontaine (SP ; Pathé Marconi)
- 1992 : Bande à part (compilation)